# Something About the Way You Look Tonight
Something About the Way You Look Tonight is een nummer van de Britse muzikant Elton John uit 1997. Het is de tweede single van zijn vijfentwintigste studioalbum The Big Picture.
Het nummer werd als dubbele A-kant uitgegeven met het nummer "Candle in the Wind 1997", een eerbetoon aan de in 1997 omgekomen prinses Diana Spencer dat een wereldwijde hit werd. "Something About the Way You Look Tonight" was daarentegen een stuk minder succesvol dan "Candle in the Wind". Hoewel het in Italië en Spanje wel goed was voor een top 10-notering, werden in het Verenigd Koninkrijk helemaal geen hitlijsten gehaald en haalde het slechts de 94e positie in de Nederlandse Single Top 100.